# Коштани цемент
Коштани цемент је двокомпонентни медицински материјал првобитно развијен за употребу у стоматолошкој хирургији, који се састоји од праха и течности. Упркос наизглед једноставном саставу ове две компоненте, коштани цемента су заправо сложен систем материјала који обавља бројне функције на месту у телу након имплантације. Главни задатак овог цемента је да фиксира имплантанте и преноси силе које делују са имплантата на кост и обрнуто. Ова карактеристика коштаног цемента одређује дугорочну стабилност имплантанта. Оно што је посебно важно јесте преплитање кости и цемента, што је, између осталог, одређено стањем сунђерастог слоја пацијента.  Хемијски, то је полимерни метил метакрилат (ПММА).  Како би се спречиле могућа инфекција коштаном цементу се додаје антибиотик гентамицин.  Приликом имплантације ендопротеза након инфекција зглобова, коштаном цементу се могу додати мешавине антибиотика посебно прилагођеним пацијенту. У овом случају, ПММА коштани цементи преузимају и функцију локалног носача антибиотика (као систем за испоруку лекова).
Да би се цемент могао радиолошки приказати, методом снимања, током и након хируршке интервенције, меша се са контрастним средством ( као што су цирконијум диоксид или баријум- сулфат) чијим додавањем се цемент може учинити видљивим на рендгенским снимцима или у компјутерској томографији.  
Генерално, коштани цемент је неопходан за фиксирање вештачких зглобова. Коштани цемент ствара највећу могућу примарну стабилност између површине протезе и кости . Предност употребе коштаног цемента у хирургији протеза је брза ремобилизација пацијената; Уметнута ендопротеза је потпуно еластична након операције. Недостатак је што уклањање коштаног цемента може бити тешко приликом промене имплантанта. Међутим, ово се односи и на имплантанте који су фиксирани без цемента и добро урасту с кости. Обе врсте фиксирања резултују оштећењем кости, па чак икод  периоперативних прелома када се имплантант експлантира. Због тога се све више практикују примена ревизије цемента у цементу како би оштећење кости било што мање могуће.

## Опште информације
Коштани цементи се веома успешно користе за анкерисање (фиксирање) вештачких зглобова (кукова, колена, рамена и лактова) више од пола века. Тешко да данас постоје рутинске процедуре у хирургији које су успешније од анкерисања вештачких зглобова ( протеза) коштаним цементом. Сам коштани цемент испуњава слободан простор између протезе и кости и преузима важну улогу као нека врста еластичне зоне. Ово је неопходно јер људски кук носи отприлике 10 до 12 пута већу телесну тежину и стога коштани цемент мора да ублажи силе које делују на кук тако да се вештачки имплантант задржава дуже време.  
У дугорочним посматрањима скандинавских ендопротетичких регистара нађене су разлике између цементираних и нецементираних анкера, нпр. зглоб кука се може приказати у односу на време стајања и/или коморбидитете. У Норвешкој, на пример, стопа преживљавања цементираних протеза је већа од оне без цемента.  И у Шведској је проценат поступака у којима није била потребна ревизија већи код фиксирања цементом. 

## Примена
Помешане компоненте коштаног цемента стврдњавају сеза око 9 до 13 минута, у зависности од температуре околине. Како се полимеризација повећава, температура се такође повећава, и до   70°С, што може оштетити околно ткиво. Тело би почело да разграђује оштећено ткиво. Дуго времена, краткорочни температурни врх током процеса очвршћавања сматран је главним разлогом за септичко лабављење. Ово се може поправити хируршким захватом који је што прецизнији тако да се морају користити само врло танки слојеви цемента, тако да се ствара мање топлоте.  
Материјал је први пут коришћен клинички 1940-их у пластичној хирургији да би се затвориле празнине у крову лобање . Овој хируршкој примени претходиле су опсежне клиничке студије о толеранцији тела на коштане цементе. Због оптималне ткивне компатибилности ПММА, коштани цементи су коришћени за фиксирање протеза за главу 1950-их . 
Данас се у свету сваке године уради неколико милиона оваквих захвата, а коштани цемент се рутински користи у више од половине њих. Због практичног и лаког руковања коштаним цементима у клиничкој пракси, а посебно због доказано дугог века трајања цементираних протеза, коштани цемент се сматра поузданим материјалом за анкерисање. У Немачкој је 2011. године уведен и регистар ендопротеза. 
Новија примена коштаног цемента је стабилизација сломљених пршљенова код остеопорозе или у случају метастаза малигних болести.
У Берлину медицински техничари и лекари тренутно раде на имплементацији клиничке примене коштаног цемента који је видљив и на томографу магнетне резонанце у оквиру пројекта који финансирају Берлинска технолошка фондација и ЕУ ( ЕРДФ ) , тако да ће будуће операције у којима се користи коштани цемент бити могуће изводити без излагања (рендгенском) зрачењу  пацијента, лекара и друго особље.

## Сатав и карактеристике
Хемијски, коштани цемент је двокомпонентни систем праха и течности који садржи ПММА. Коштани цемент је чврсти материјал налик стаклу који се од тада користи на разне начине као плексиглас (= полиметил метакрилат (ПММА) ).  
Коштани цементи се испоручују као двокомпонентни материјали, који се састоје од праха и течности. Ове две компоненте се мешају заједно и ствара се хомогено тесто. Ова цементна мешавина се затим налива на кост. Затим се протеза пажљиво уграђује у цементну масу. Вискозност цементне пасте се затим повећава све док се материјал не стврдне у чврсту матрицу. Ова врста анкерисања трајно фиксира нови вештачки зглоб – протезу.
Као што је познато, у току овог поступка ослобађа се енергија у облику топлоте како се цемент стврдњава. Ова топлота полимеризације достиже температуру од приближно 42–46°С у телу. То значи да је развој температуре испод критичног опсега за телесне протеине. Разлог за овако ниску температуру полимеризације у телу је релативно танак слој цемента, који не би требало да прелази 5 мм, као и дистрибуција температуре преко велике површине протезе и крвотока.
Појединачне компоненте коштаног цемента укључују: познат материјал из области примене материјала за испуну зуба, као што је пластика на бази акрилата. Док појединачне компоненте нису увек безопасне као фармацеутски помоћни и активни састојци, у коштаном цементу коришћене супстанце се или претварају или потпуно затварају у цементном матриксу током фазе полимеризације од повећања вискозитета до очвршћавања. Стврднути коштани цемент се стога може класификовати као безопасан из данашње перспективе, што су већ показала рана истраживања о толеранцији тела из 1950-их.

## Нежељена дејства
У литератури је описан такозвани синдром коштаног цемента. Дуго се веровало да је непотпуно претворени мономер ослобођен из коштаног цемента узрок циркулаторних реакција и емболија . Међутим, показало се да се овај мономер (резидуални мономер) доказано метаболише преко респираторног ланца и дели на угљен-диоксид и воду и тако излучујеиз организма. Емболије се могу јавити приликом анкерисања вештачких зглобова када се материјал убаци у претходно уклоњену бутну кост, јер тада долази до повећања интрамедуларног притиска.
Према садашњим сазнањима, ако постоји доказана алергија на компоненте коштаног цемента, коштани цемент не треба користити за фиксирање протеза. Алтернативно, анкерисање се може обавити без имплантације и без цемента другим методама.

## Ревизија протеза фиксиране цементом
Ревизија протезе је хируршкаметода којом се врши замена протеза која су претходни уграђене у тело другом (новом) протезом. У поређењу са почетним операцијама, ревизије су често сложеније (операције) и теже, јер се здрава коштана супстанца природно губи са сваком ревизијом. Ревизијске операције подразумевају и веће трошкове како би се постигао задовољавајући хируршки резултат. Крајњи циљ је стога увек избегавање ревизије  добро урађеном операцијом и коришћењме производа са добрим (дугорочним) резултатима.
Данас се ревизије не могу увек избећи, и оне могу бити према узроку:
- Септичке ревизије, ако се имплантат септички олабави, код ове ревизааије цемент се мора радикално уклонити.

- Асептичке ревизије, ако имплантант треба да се промени без доказа о инфекцији (асептично) онда се првобитни  цемент на уклања потпуно.

Према тренутним сазнањима, уклањање цемента је лакше постићи него уклањање добро постављене протезе без цемента из коштаног лежишта. Коначно, за стабилност ревидиране протезе, важно је открити могуће попуштање иницијалног имплантанта у раној фази како би се очувала што је могуће више здрава кост.
Протеза фиксирана коштаним цементом обезбеђује веома високу примарну стабилност у комбинацији са брзом ремобилизацијом пацијента. Одмах након операције, цементирана протеза је потпуно еластична. Пацијенти којима је уграђена цементна протеза обављају потребну рехабилитацију релативно без проблема. Стрес на зглобовима је поново могућ убрзо након процедуре; употреба помагала за ходање и за ублажавање напрезања током одређеног временског периода што је неопходно из безбедносних разлога.
Коштани цемент се показао посебно корисним јер компонента праха садржи циљане активне састојке, нпр. а нтибиотике који се могу мешати. Након имплантације новог зглоба, ови активни састојци се ослобађају локално, односно директно у непосредној близини нове протезе, и на тај начин видљиво смањују ризик од инфекција. Ово чини коштани цемент савременим системом за испоруку лекова - локалним носачем лекова који се користи директно у хируршком пољу. 
Међутим, оно што је важно није колико је активног састојка садржано у цементној матрици, већ колико се активног састојка који се користи стварно ослобађа локално. Превише активног састојка у коштаном цементу би заправо било штетно, јер је механичка стабилност фиксне протезе ослабљена великим количинама активног састојка у цементу. Локални нивои активних састојака индустријски произведених коштаних цемента, који се стварају када се користе коштани цементи који садрже активне састојке, су безопасни (под условом да нема нетолеранције) и знатно су испод клиничких рутинских доза за системске појединачне ињекције.

## Анестезиолошки аспекти
Са анестезиолошке тачке гледишта, треба напоменути да приликом увођења коштаног цемента може доћи до пада крвног притиска и пада засићења крви кисеоником. Постоје различите теорије о томе шта узрокује ове појаве. Сматра се да ову појаву узрокује:
- директно дејство вазодилатационог ефеката коштаног цемента,
- стварање микроембоуса, што резултује падом засићености кисеоником може се објаснити микроемболијама,
- прерасподеле плућног крвотока, што повећава запремину шанта , односно удео крви која напушта плућа без контакта са кисеоником.

Важно је напоменути да се овај феномен јавља само када се цемент полимеризује (непосредно пре краја очвршћавања). Ово резултује термодинамичком (егзотермном) реакцијом у којој се током полимеризације формирају врући гасови. Они затим улазе у крвоток и издишу се кроз плућа. Ово доводи до опасне васкуларне дилатације у малом или плућном циркулаторном систему, што на крају може довести до акутне инсуфицијенције десног срца.